# ドビー・ゴート駅
ドビー・ゴート駅（ドビー・ゴートえき、Dhoby Ghaut MRT Station）は、シンガポールにある、MRT南北線、北東線、環状線の三路線が乗り入れるインターチェンジの駅。フルスクリーンタイプのホームドアを設置している。

## 語源
「ドビー・ゴート」とはヒンディー語で「洗う場所」との意味。

## 駅構造
島式3面6線のホームを持つ地下駅。ホーム有効長は6両。環状線のホーム有効長は3両。
| 1階     | 地上階                                               | プラザ・シンガプーラ(Plaza Singapura)                                                |
| 地下1階 |                                                      | ドビーエクスチェンジ、スタームフォード水道(Stamford Canal)                           |
| 地下2階 | 南北線ホームのコンコース                             | 改札口、自動券売機、駅長事務室、トランシットリンクカウンター(Transitlink Counter)    |
| 地下2階 | 乗り換え                                             | 南北線ホームと環状線ホームの乗り換え                                                 |
| 地下2階 | 北東線のコンコース                                   | 改札口、自動券売機、駅長事務室、トランシットリンクカウンター                         |
| 地下3階 | A ホーム                                             | ■南北線 ウッドランズ・ジュロン・イースト方面（サマセット駅）                         |
| 地下3階 | 島式ホーム、出口は右側                               |                                                                                      |
| 地下3階 | B ホーム                                             | ■南北線 マリーナ・サウス・ピア方面（シティホール駅）                                 |
| 地下3階 | 乗り換え                                             | 北東線ホームへの道（エスカレーター、エレベーター）、南北線ホーム、環状線ホームへの道 |
| 地下3階 | 環状線のコンコース                                   | 駅長事務室、トランシットリンク・カウンター                                           |
| 地下4階 | A ホーム                                             | ■環状線 パヤ・レバー・ハーバー・フロント方面（ブラス・バサー駅）                     |
| 地下4階 | 島式ホーム、A ホームでは出口は右側、B ホームでは左側 |                                                                                      |
| 地下4階 | B ホーム                                             | ■環状線 パヤ・レバー・ハーバー・フロント方面（ブラス・バサー駅）                     |
| 地下5階 | A ホーム                                             | ■北東線 ハーバー・フロント方面（クラーク・キー駅）                                   |
| 地下5階 | 島式ホーム、出口は右側                               |                                                                                      |
| 地下5階 | B ホーム                                             | ■北東線 プンゴル方面（リトル・インディア駅）                                         |

## 駅周辺
- プラザ・シンガプーラ（英語版）

## 歴史
南北線
ドビー・ゴート駅は、1982年5月のMRTネットワークの初期計画に含まれていた。ノベナ駅からウートラム・パーク駅までのMRTの第 1 期区間の一部として建設されることになっており、この区間は 1987年12月までに完成することを目標としていた。この駅は、北のイーシュン駅から西のレイクサイド駅まで連続して走る路線の一部でした。1989年10月28日から、MRTシステムの運用分割に伴い、南北線にサービスを提供し始めた。
北東線
本駅は1996年3月4日の北東線の発表で初めて発表されて、2003年6月20日に北東線のホームが開発された。
環状線
環状線のステーション・ボックスは、北東線駅の建設時に設置されていた。ドビー・ゴート駅は、「マリーナ線」の支線の終点となることが計画されていた。 マリーナ線は、1999年11月に、この駅からスタジアム駅までの６つの駅にサービスを提供することが最終的に決定されました。駅は、2001年にマリーナ線計画が環状線計画に組み込まれたときに、環状線第１期の一部になった。2010年4月17日に環状線のホームが開発された。